# Gergely Siklósi
Gergely Siklósi (* 4. září 1997 Tapolca) je maďarský reprezentant v šermu fleretem. Je příslušníkem maďarské armády a členem klubu Honvéd Budapešť.
V roce 2016 byl juniorským mistrem Evropy v soutěžích jednotlivců i družstev. Na Univerziádě v roce 2017 získal s maďarským týmem stříbrnou medaili. V roce 2019 vyhrál mistrovství světa v šermu v Budapešti a byl zvolen maďarským šermířem roku. Roku 2020 se stal vítězem turnaje Světového poháru v Heidenheimu. Na Letních olympijských hrách 2020 získal stříbrnou medaili v kordu jednotlivců, když ho ve finále porazil Francouz Romain Cannone 15:10. V roce 2023 byl členem vítězného družstva na mistrovství Evropy v šermu i na Evropských hrách. V červnu 2024 byl finalistou evropského šampionátu mezi jednotlivci. Na Letních olympijských hrách 2024 byl členem vítězného družstva maďarských kordistů, když dosáhl ve finále s Japonskem rozhodujícího bodu proti Kokimu Kanovi. V individuální soutěži skončil v osmifinále, kde podlehl Neisseru Loyolovi z Belgie 13:14.